# Bambusa amplexicaulis
Bambusa amplexicaulis là một loài thực vật có hoa trong họ Hòa thảo. Loài này được W.T.Lin & Z.M.Wu mô tả khoa học đầu tiên năm 1992.